# Abbyville
Abbyville est une petite ville du Kansas, au centre des États-Unis. Elle se trouve dans le comté de Reno. En 2010, sa population était de 87 habitants.

## Géographie

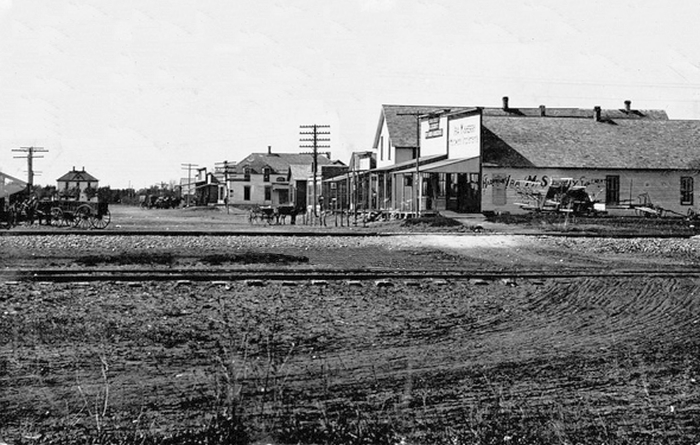
Abbyville, 1909

## Démographie
Selon le Bureau du recensement des États-Unis en 2000, le revenu moyen par ménage de la ville étaient de 43 750 $ et le revenu moyen par famille étaient 45 625 $. Les hommes avaient un revenu médian de 29 000 $, comparativement à 26 667 $ pour les femmes. Le revenu par tête de la ville était 16 080 $. Environ 5,6 % de la population vit en dessous du seuil de pauvreté.